# 谢尔河畔自由城站
谢尔河畔自由城站是法国的一个铁路车站，位于法国卢瓦-谢尔省市镇谢尔河畔自由城。

## 位置
谢尔河畔自由城站位于谢尔河畔自由城市区的北部，维耶尔宗－圣皮耶尔代科尔铁路223.786公里处，省道D922线铁路平交道口西侧。车站大致呈东西走向，开口朝南。

## 站台设置
| 北↑ |             |               |
|     | 侧式        |               |
|     |             | 维耶尔宗方向→ |
|     |             | ←图尔方向     |
|     | 侧式 主站房 |               |
| 南↓ |             |               |

## 停靠线路
以下列车线路在谢尔河畔自由城站停靠：
| 谢尔河畔自由城站列车线路表  |                         |                       |        |              |
| 线路                        | 车种                    | 上一站                | 下一站 | 大致运行频率 |
| 讷韦尔/布尔日/维耶尔宗—图尔 | TER Centre-Val-de-Loire | 维耶尔宗/谢尔河畔门图 | 耶夫尔 | 每天8趟左右  |
| 1.                          |                         |                       |        |              |

## 配套交通

### 长途客车
| 停靠谢尔河畔自由城站的大巴车 |          | |
| 上下车地点                   | 运营单位 | 主要线路及目的地 |
| 谢尔河畔自由城站门口         | Car TER  | 2.2 罗莫朗坦朗特奈 · 谢尔河畔朗贡 · 谢尔河畔门图 · 泰尼乌 · 维耶尔宗 （当铁路线施工或罢工时，SNCF可能也会提供途径该线路沿途站点的大巴车） |
| 1. 2.                        |          | |

### 城市公共交通
谢尔河畔自由城站附近暂无固定的城市公共交通线路。

### 社会车辆
谢尔河畔自由城站门口设有社会车辆停车场。

## 临近车站
| 谢尔河畔自由城站（Gare de Villefranche-sur-Cher） |                              |                  |
| 上行车站                                          | 线路                         | 下行车站         |
| 谢尔河畔门图站 8.8km ←                            | 维耶尔宗－圣皮耶尔代科尔铁路 | 耶夫尔站 → 7.9km |
| - 本表仅显示运营中的线路及车站                    |                              |                  |